# 3680 Sasha
3680 Sasha este un asteroid din centura principală, descoperit pe 28 iunie 1987 de Eleanor Helin.